# 張昂之
張昂之（1597年—？），字匪激，號冷石，自號六銷居士，直隸松江府華亭縣人，明朝政治人物。

## 生平
萬曆四十六年（1618年）戊午科應天鄉試第一百十一名舉人，天啟二年（1622年）中式壬戌科會試第三百四十一名，三甲第一百七十七名進士。都察院觀政，授廬陵縣知縣，為官清廉。當時魏忠賢禁毁天下書院，廬陵有白鷺書院，祀南宋文天祥，有人打算改建為魏忠賢生祠，張昂之力持不可，改名“鄉約所”，大張彩亭鼓樂，將文天祥木主送入景賢堂，並手書告文，聞者感泣。七年（1627年）被論劾削籍。
崇禎二年（1629年）起為應天府教授，三年（1630年）升國子監助教，四年（1631年）升南京兵部武庫司主事，同年升北京兵部職方司員外郎，六年（1633年）升兵部車駕司郎中，七年（1634年）出為保寧府知府，升四川布政使司參政、兵備川北，致仕歸里，晚年居於華亭縣白龍潭。

## 家族
曾祖張承宿；祖父張思誠，庠生；父張揚烈；從父張揚美，萬曆十六年舉人。

## 軼事
其室名曰“冷石庋書處”，董其昌曾書楹帖：“善且不為而況惡，身將隱矣焉用文”。